# SummerSlam (2004)

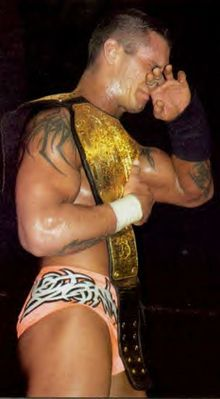
Randy Orton, Campeão Mundial dos Pesos-Pesados da WWE, 2004

SummerSlam (2004) foi o décimo sétimo evento SummerSlam promovido pela World Wrestling Entertainment (WWE), uma promoção de luta profissional americana. Aconteceu em 15 de agosto de 2004, no Air Canada Centre na cidade de Toronto, no Canadá. Foi patrocinado pelo Stacker 2 e contou com a participação dos lutadores dos programas Raw e SmackDown.

## Resultados
| Nº                                          | Resultados                                                                                    | Estipulações                                                             | Tempo |
| ------------------------------------------- | --------------------------------------------------------------------------------------------- | ------------------------------------------------------------------------ | ----- |
| Heat                                        | Rob Van Dam derrotou René Duprée                                                              | Luta individual                                                          | 9:38  |
| 1                                           | Dudley Boyz (Bubba Ray, D-Von e Spike) derrotaram Rey Mysterio, Billy Kidman e Paul London    | Luta de trios                                                            | 8:07  |
| 2                                           | Kane derrotou Matt Hardy (com Lita)                                                           | Luta "Até que a morte nos separe"                                        | 6:08  |
| 3                                           | John Cena derrotou Booker T                                                                   | Primeira luta da série "melhor de 5" pelo WWE United States Championship | 6:26  |
| 4                                           | Edge (c) derrotou Chris Jericho e Batista                                                     | Luta Triple Threat pelo WWE Intercontinental Championship                | 8:26  |
| 5                                           | Kurt Angle (com Luther Reigns) derrotou Eddie Guerrero por submissão                          | Luta individual                                                          | 13:37 |
| 6                                           | Triple H (com Ric Flair) derrotou Eugene                                                      | Luta individual                                                          | 14:06 |
| 7                                           | John "Bradshaw" Layfield (c) (com Orlando Jordan) derrotou The Undertaker por desqualificação | Luta individual pelo WWE Championship                                    | 17:37 |
| 8                                           | Randy Orton derrotou Chris Benoit (c)                                                         | Luta individual pelo World Heavyweight Championship                      | 20:08 |
| (c) – Refere-se aos campeões antes da luta. |                                                                                               |                                                                          |       |